# Marie Auxiliatrice

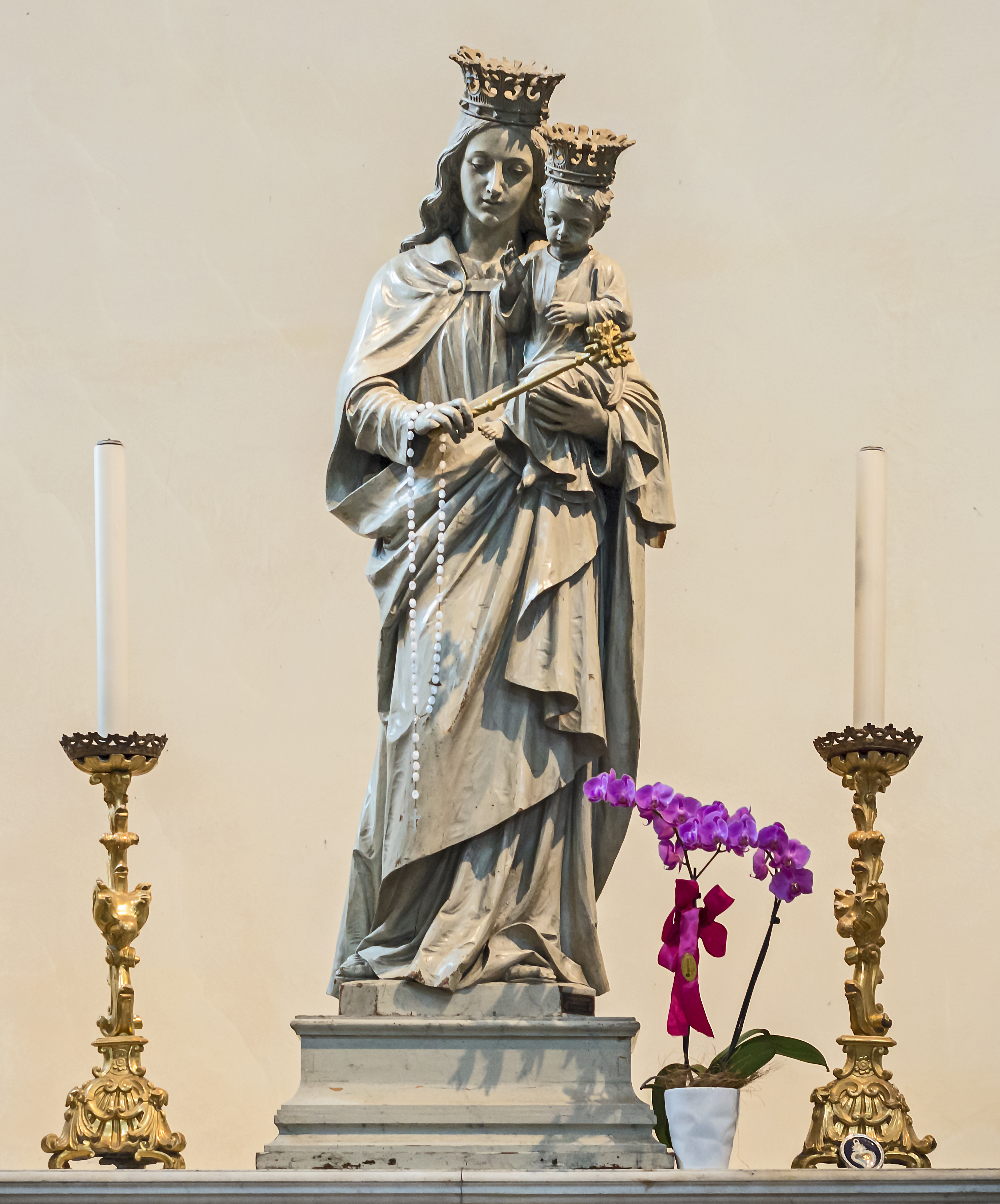
Marie Auxiliatrice, cathédrale de Trévise.

Marie Auxiliatrice, ou Marie, Secours des chrétiens (du latin Auxilium Christianorum) est un des vocables ou titres sous lesquels les fidèles catholiques vénèrent la Vierge Marie, Mère de Dieu. Mentionné une première fois par Jean Chrysostome vers 345, il eut une popularité très grande après la victoire de la coalition d'armées chrétiennes sur la flotte ottomane, au large de Lépante, en 1571. Liturgiquement Marie Auxiliatrice est fêtée le 24 mai.

## Origine
Si saint Jean Chrysostome semble être le premier à  avoir mentionné ce titre marial, il fut repris après par d’autres.
À partir du Moyen Âge, le titre de Marie Auxiliatrice (Secours des chrétiens) est particulièrement associé à la défense de l'Europe chrétienne (latine et grecque), y compris l’Afrique du Nord et le Moyen-Orient, contre les peuples non-chrétiens qui la menacent. Face à l’Empire ottoman, dont les armées envahissaient et subjuguaient de plus en plus de régions chrétiennes, le pape Pie V appelle à la formation d’une coalition des forces chrétiennes d’Europe pour faire face à cette menace. Il appelle tous les croyants à prier Marie, Secours des chrétiens, pour soutenir les soldats. En 1571, les Turcs subissent une défaite navale majeure au large de Lépante, et leur suprématie maritime est brisée. La défaite des Turcs musulmans est attribuée à l'intercession de Marie Auxiliatrice. 

## Histoire

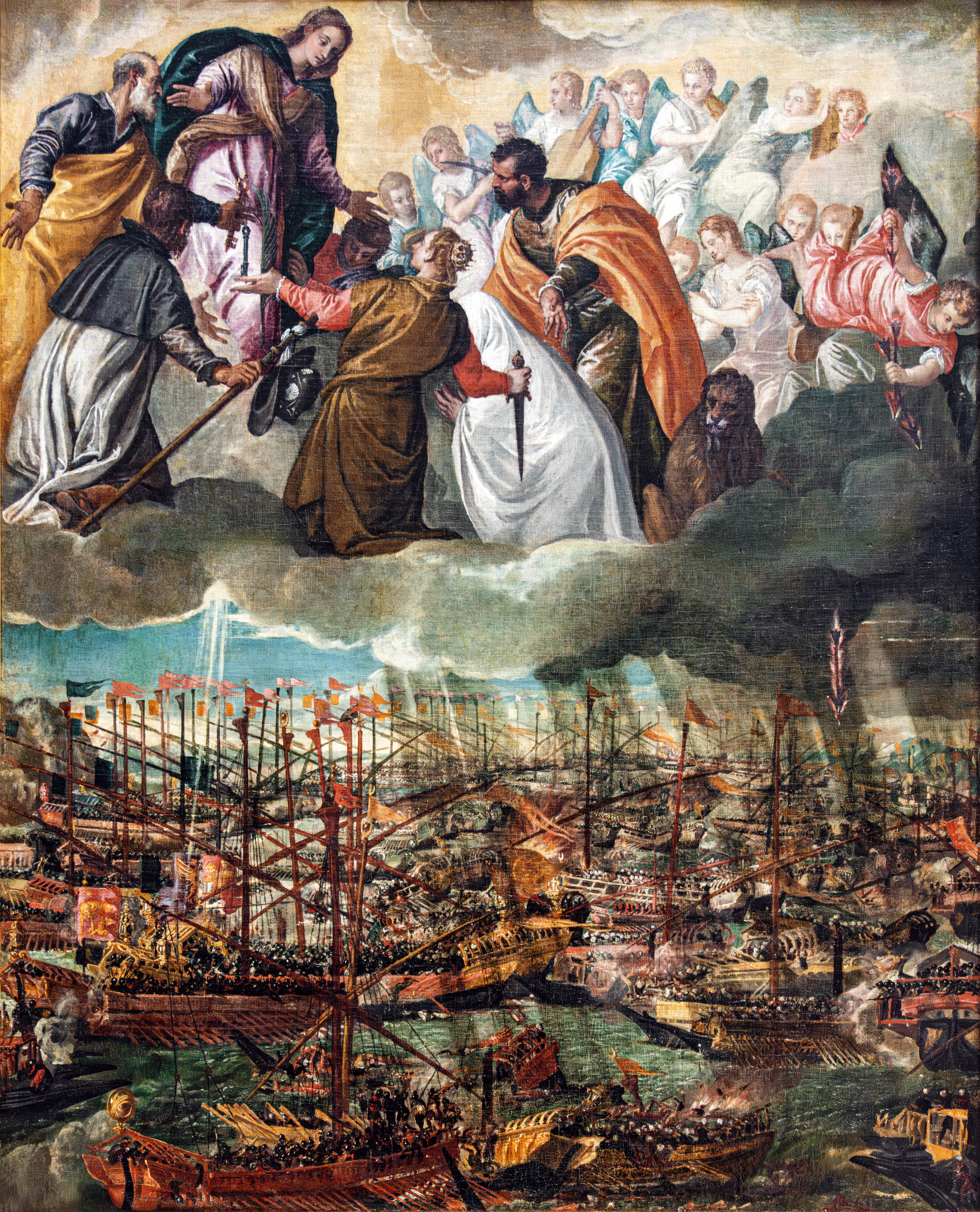
Marie Auxiliatrice aux côtés de la Sainte-Ligue à la bataille de Lépante, tableau de Paul Véronèse (1561).

Deux inscriptions anciennes grecques datant des premiers siècles du christianisme donnent à la Vierge Marie les titres de θεοτοκος (Théotokos, Mère de Dieu) et Βοετεια (Boeteia, Aide ou Secours). Après  Jean Chrysostome (vers 345), d'autres religieux ou patriarches font référence à la Vierge Marie en tant que "Βοετεια", tel Proclus de Constantinople, Romanos le Mélode vers 518, Sophrone de Jérusalem vers 600, Germain de Constantinople avant 733 et Jean Damascène dans la première moitié du VIIIe siècle. 
Un texte litanique de 1524 donne à Marie le titre de Advocata Christianorum, mais un autre circulant plus tard — aux environs de 1576 (peu après la victoire de Lépante) — au sanctuaire de Lorette (Italie) est identique aux litanies mariales d’aujourd’hui. Marie y est appelée Auxilium Christianorum. Ce texte approuvé en 1601 par le pape Clément VIII devient officiel et est toujours en usage aujourd’hui.  
Au XXe siècle, le concile Vatican II confirme le titre marial d’Auxiliatrice dans sa Constitution dogmatique sur l’Église Lumen Gentium : « Aussi la bienheureuse Vierge est-elle invoquée dans l'Église sous les titres d'Avocate, d'Auxiliatrice, d'Aide et de Médiatrice. Tout cela doit pourtant s'entendre de manière qu'on n'enlève ni n'ajoute rien à la dignité et à l'action du Christ, seul Médiateur » (no 62).

## La fête liturgique
La fête liturgique de Marie Auxiliatrice fut instituée dans des circonstances dramatiques par le pape Pie VII. Arrêté par Napoléon en 1808 et retenu prisonnier, d’abord à Grenoble puis à Fontainebleau, Pie VII ne se laisse pas intimider par l’empereur, ce qui lui donna un immense prestige dans toute l’Europe, même protestante et orthodoxe. Ramené à Savone (Ligurie) en janvier 1814, après la défaite napoléonienne de Leipzig de 1813, il fut libéré le 17 mars suivant, veille de la fête de Notre-Dame de Miséricorde, patronne de la ville de Savone. Le voyage de Pie VII de Savone à Rome est triomphal. Reçu partout avec enthousiasme, le vénérable ancien — il a 72 ans — attribue cette libération personnelle et victoire de l’Église à l’intercession de la Vierge Marie. Aussi en visite-t-il les sanctuaires qui se trouvent sur sa route de retour dont, entre autres, l’abbaye de Santa Maria del Monte à Cesena, où il avait fait son noviciat comme religieux bénédictin en 1756. Il entre à  Rome le 24 mai 1814 où il est reçu avec une égale ferveur populaire. Le 18 septembre 1814, dans une première marque de reconnaissance mariale, il étend la fête de Notre-Dame des Sept Douleurs à l’Église universelle.
Lorsque Napoléon s’évade de l’île d'Elbe et Joachim Murat envahit les États pontificaux, Pie VII doit de nouveau s’exiler à Savone (22 mars 1815). Après la bataille de Waterloo et la chute définitive de l’empereur français, Pie VII rentre définitivement à Rome le 7 juillet 1815. En nouvelle marque de reconnaissance à Dieu et la Vierge Marie, il institue la fête universelle de la Vierge Marie Auxiliatrice, choisissant la date du 24 mai, date de son premier retour d’exil à Rome.

## Vénération et dévotion

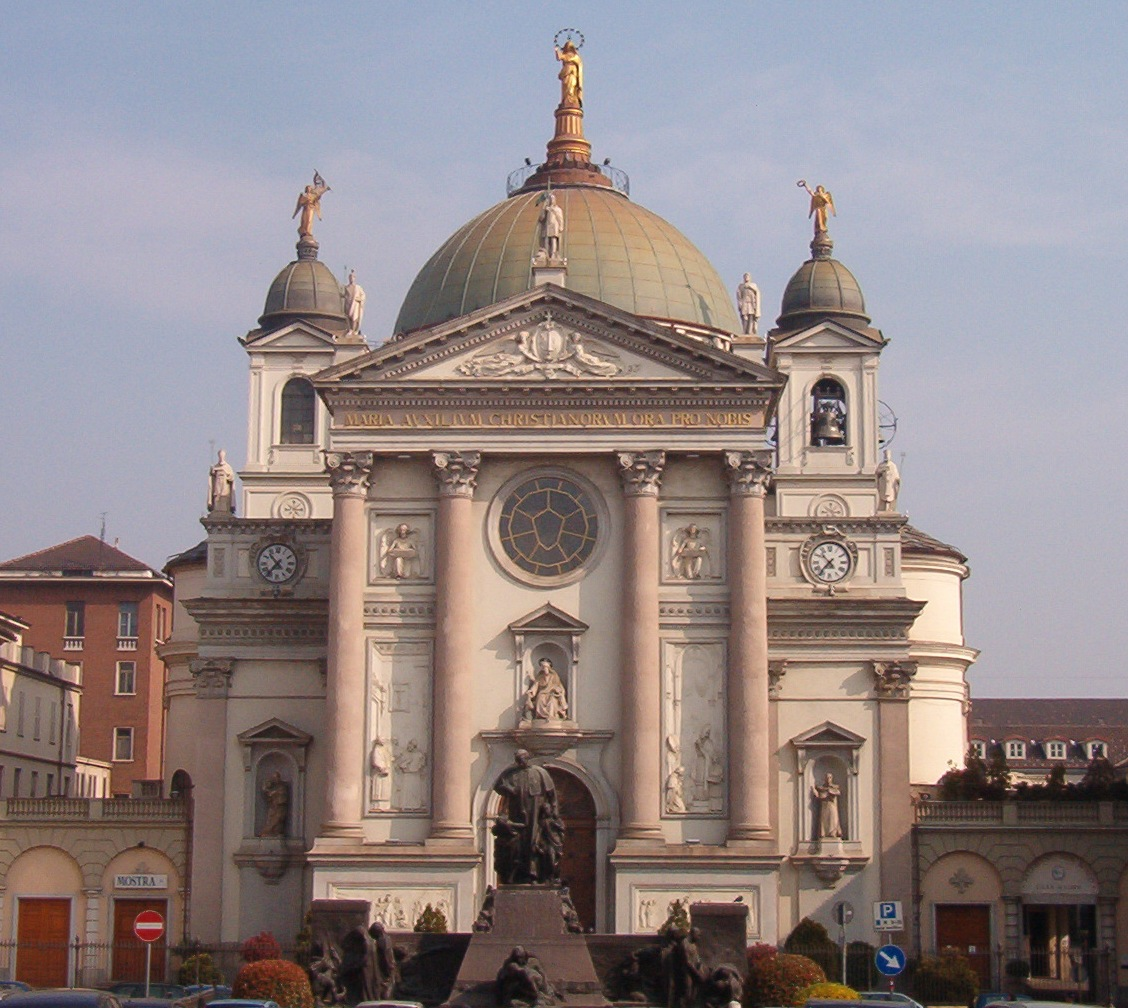
Le plus important sanctuaire de Marie Auxiliatrice se trouve à Turin.

La dévotion envers la Vierge Marie Auxiliatrice se répand. En Italie, elle est particulièrement encouragée par saint Jean Bosco, fondateur des Salésiens, qui, en 1865, construit à Turin une grande basilique en son honneur et plaça les Filles de Marie Auxiliatrice, la congrégation féminine qu’il fonda, sous sa protection. À la suite de Don Bosco, les sœurs et pères salésiens ont beaucoup contribué à promouvoir la vénération à Marie Auxiliatrice. Nombre de leurs établissements sont placés sous sa protection.
En Allemagne, le culte de Marie Auxiliatrice (Mariahilf) s'est considérablement développé après que Léopold V d'Autriche-Tyrol lui a donné une icône : le tableau de la Vierge à l'enfant de Lucas Cranach l'Ancien. Léopold avait reçu ce tableau du prince protestant Jean-Georges de Saxe lors d'une visite officielle en 1610 dans une période de tensions interconfessionnelles. Léopold était alors évêque de Passau et de Strasbourg et il montrait des velléités à succéder à l'empereur Rodolphe II. Ce tableau devint pour lui un objet de dévotion et d'une vénération qu'il transmit et étendit plus tard à ses états. La Marie du Bon Secours de Cranach fut exposée à Passau jusqu'à ce que Léopold l'emporte à Innsbruck quand il fut nommé comte du Tyrol.
Une copie du tableau réalisée par le peintre local Pius fut installée sur le maître-autel de l'église de pèlerinage de Mariahilf à Passau, construite en 1622. De nombreuses autres copies ont été réalisées et sont visibles dans des églises Sainte-Marie-du-Bon-secours (Mariahilf) disséminées dans l'espace d'influence des Habsbourg. L'œuvre originale de Cranach est exposée sur le maître-autel de la cathédrale Saint-Jacques d'Innsbruck.

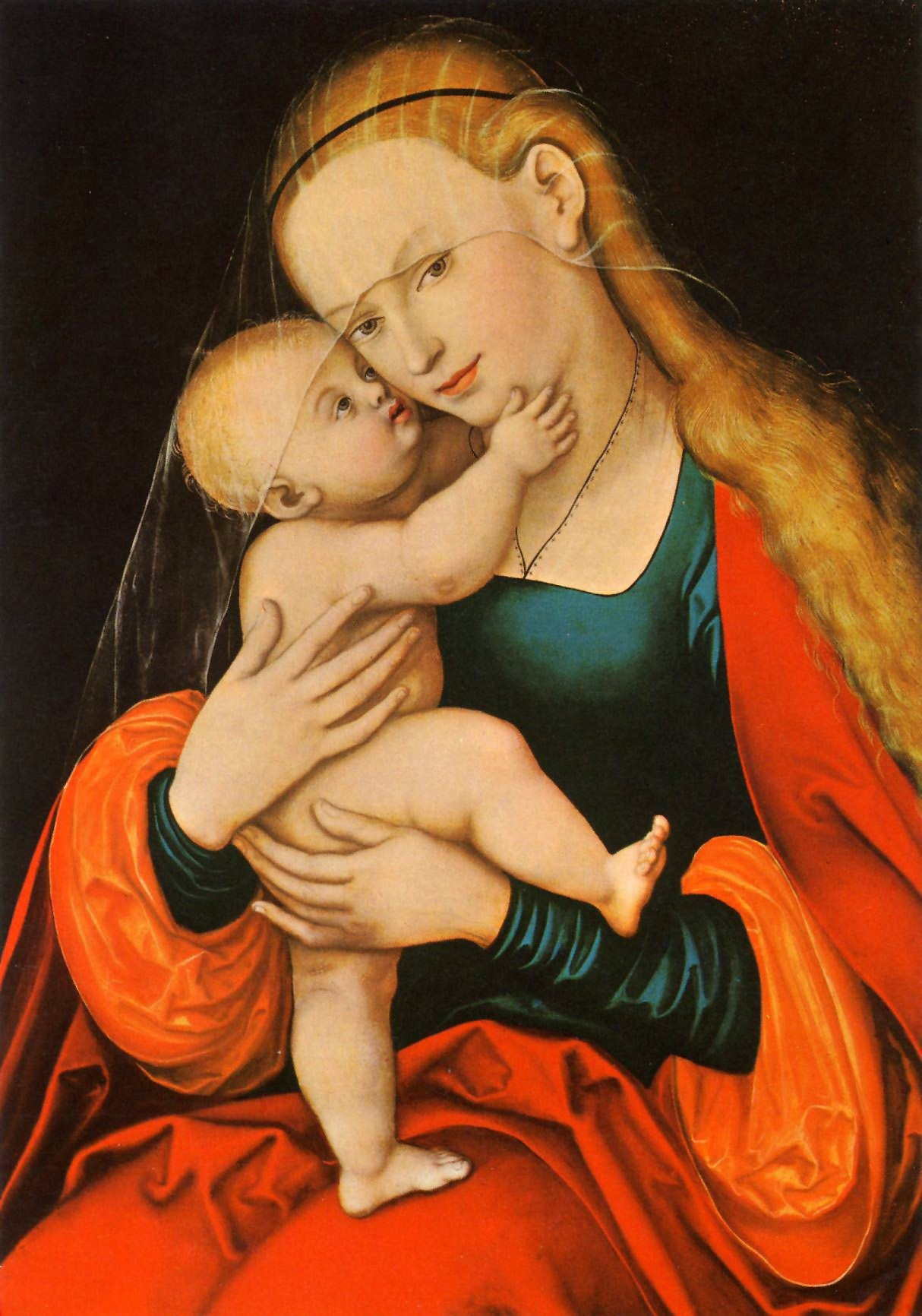
La Marie du Bon Secours de Lucas Cranach l'Ancien.
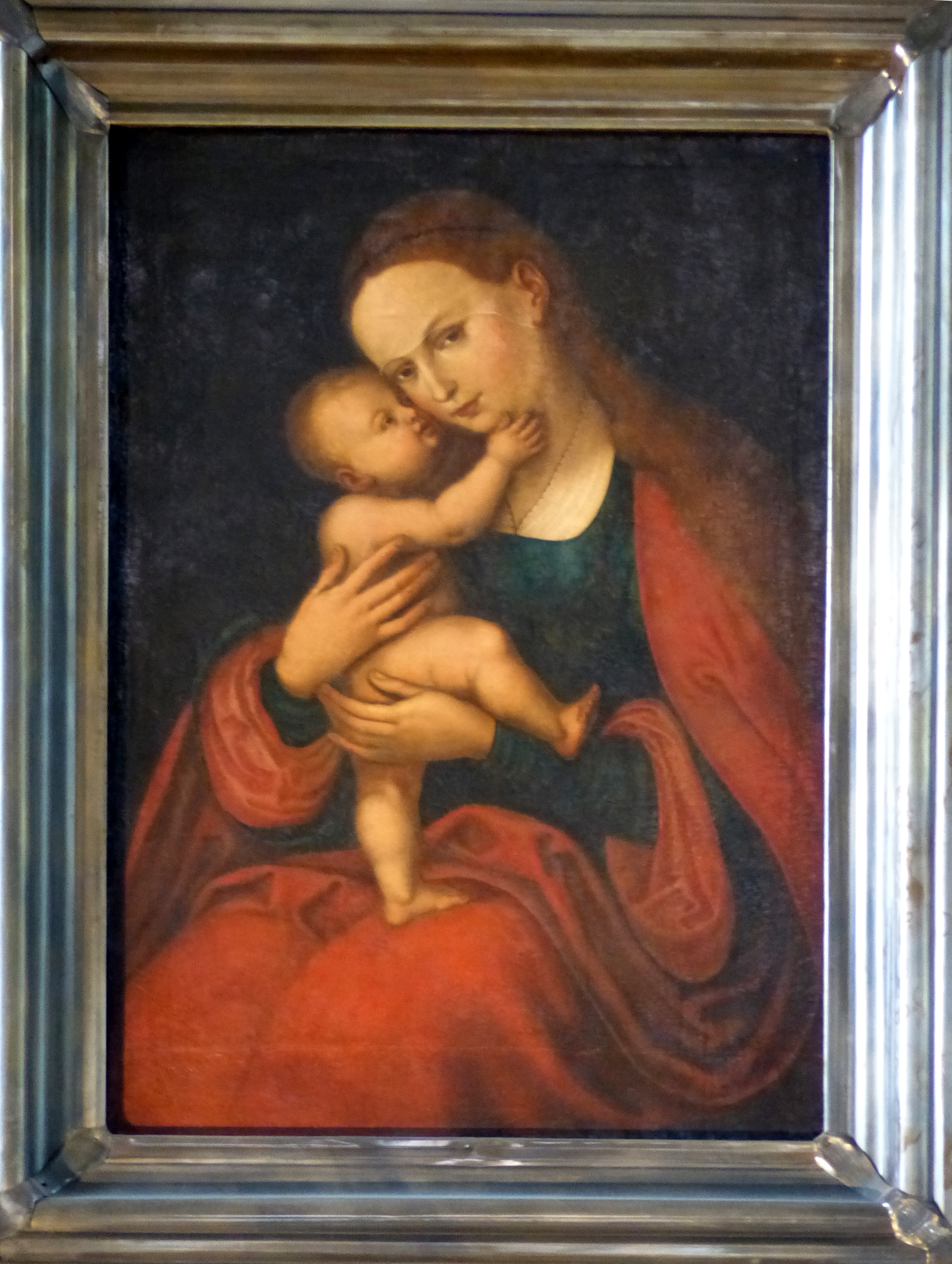
La Mariahilf de Passau, copie réalisée par Pius en 1620.
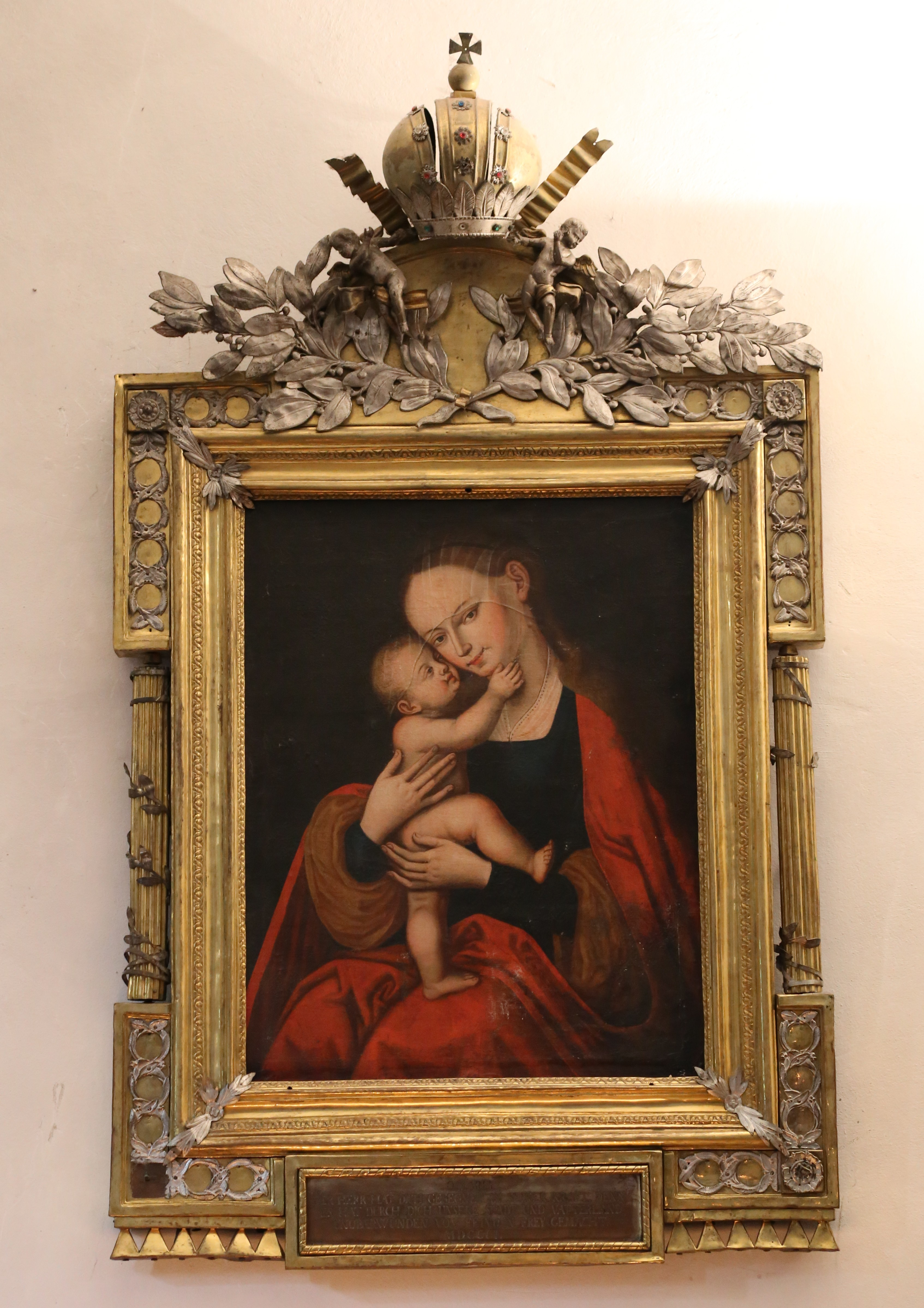
Une autre copie en l'église Saint-Nicolas de Mérano.
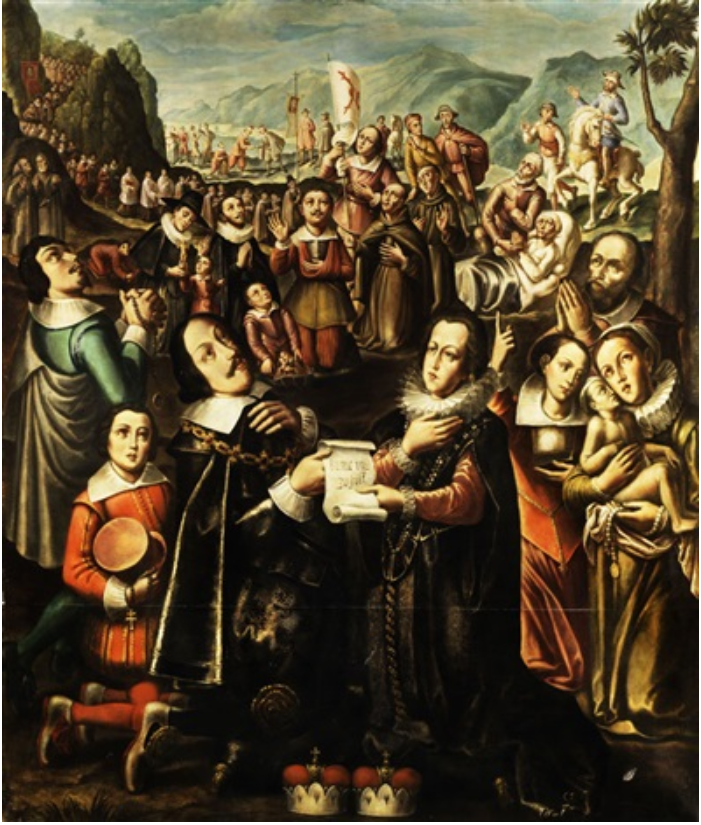
Le culte de Marie Auxiliatrice représenté par Paul Honegger. Au premier plan, on reconnaît Léopold V et son épouse Claude de Médicis.

Lorsque Vienne fut assiégée par les Turcs en 1683, l'empereur Léopold Ier s'enfuit à Passau. Il pria au pèlerinage de Mariahilf pour que se reproduise le miracle de Lépante. Après  la bataille de Vienne, gagnée par l'alliance chrétienne, la Marie-du-Bon-Secours de Passau est devenue un symbole de l'état de grâce de la monarchie des Habsbourg.

## Vénération
Le jour de sa fête, l’Église souligne deux aspects de l’assistance que peut apporter la Vierge Marie Auxiliatrice : la lutte contre la tentation et le péché que connaît le croyant, et pour les communautés : les luttes contre les forces antichrétiennes. 
- Bien que considérée comme « dévotion catholique », la vénération de Marie Auxiliatrice et la demande en son intercession ne sont pas inconnues dans le monde orthodoxe, et cela depuis le XIe siècle lorsque l’Ukraine lutta contre une invasion barbare.
- Les pères des Missions étrangères de Paris, à la suite d’un vœu fait en 1891, célèbrent la fête de Marie Auxiliatrice avec une solennité particulière.
- Le seul sanctuaire marial de Chine, la basilique Notre-Dame de Sheshan (près de Shanghai), est dédiée à Marie Auxiliatrice. Il est très fréquenté. Pour la journée de prières pour les chrétiens persécutés en Chine (24 mai 2008), le pape Benoît XVI composa une prière spéciale, adressée à Notre-Dame de Sheshan (cf. Liens externes).

## Sources
- (de) Cet article est partiellement ou en totalité issu des articles intitulés en allemand « Maria, Hilfe der Christen » (voir la liste des auteurs) et  « Gnadenbild Mariahilf » (voir la liste des auteurs).

### Articles  connexes
- Liste des fêtes mariales
- Église de pèlerinage de Mariahilf à Passau
- Les Filles de Marie Auxiliatrice • Sœurs de Marie Auxiliatrice